# Хорватська Вікіпедія
Хорватська Вікіпедія — розділ Вікіпедії хорватською мовою. Започаткована в березні 2003 року, до початку липня 2007 року вона налічувала більше ніж 32 тисячі статей, займаючи 36 місце в загальному переліку Вікіпедій, знаходячись між телугу і волапюк.
Хорватська Вікіпедія станом на 27 березня 2025 року містить 225 705 статей, 326 199 зареєстрованих користувачів, 454 активних дописувачів, 14 адміністраторів
. Загальна кількість сторінок в хорватській Вікіпедії — 481 704, редагувань — 7 141 232, завантажених файлів — 21 850
. Глибина (рівень розвитку мовного розділу) хорватської Вікіпедії мала і становить 19.1 пунктів
. 
За кількістю статей перебуває на 51-му місці серед усіх мовних розділів та на 10-му серед слов'яномовних розділів Вікіпедії (між білоруською (офіційний правопис) та словенською Вікіпедіями).
Наприкінці 2013 року хорватська вікіпедія привернула увагу міжнародних ЗМІ, які звинуватили мовний розділ у популяризації фашистського світогляду, упередженому висвітленні сербської теми та анти-ЛГБТК пропаганді. Частина статей історичної тематики була розкритикована через ревізіонізм, заперечення або применшення злочинів, скоєних режимом усташів. На тлі скандалу тодішній міністр науки, освіти й спорту Хорватії Желько Йованович закликав школярів і студентів не користуватися хорватською вікіпедією.[джерело?]